# Sonelius Smith
Sonelius Smith (* 1942 in Hillhouse, Mississippi) ist ein US-amerikanischer Jazzpianist, Komponist, Arrangeur und Musikpädagoge.

## Leben und Wirken
Smith hatte eine klassische Klavierausbildung, nachdem er als Neunjähriger mit seiner Familie nach Memphis (Tennessee) gezogen war. Nach seinem Highschool-Abschluss erhielt er ein Stipendium zum Studium am Arkansas AM&N College, (heute University of Arkansas at Pine Bluff), wo er Piano und Musiktheorie bei Josephus Robinson studierte. Nach der Graduierung tourte er mit John Stubblefield in der Formation The New Directions durch Europa; anschließend zog er nach New York City. Dort arbeitete er im Quartett von Rashied Ali für das musikpädagogische Projekt Jazzmobile, ferner als Komponist und Arrangeur für Bob Crewes Musikverlag Saturday Music. 
Anfang der 1970er Jahre ging er mit Rahsaan Roland Kirk auf Tournee und wirkte an dessen Alben Blacknuss, Rahsaan Rahsaan und Black Inventions Strata 1 mit.  1976 spielte er u. a. mit Olu Dara, Byard Lancaster und Don Moye in der Formation Flight to Sanity, mit der 1976 Aufnahmen bei den New York Jazz Loft Sessions entstanden. 1977 erschien bei Strata-East Records sein mit Shamek Farrah verantwortetes Album The World of the Children. Außerdem arbeitete er u. a. mit Frank Foster, Archie Shepp, Lionel Hampton, Robin Kenyatta, David Murray, Noah Howard und Andrew Cyrille sowie im von Stanley Cowell geleiteten Piano Choir. Smith wirkte zwischen 1970 und 1997 an 18 Schallplattenaufnahmen mit.  Seine Kompositionen wurden u. a. von Ahmad Jamal (The Need to Smile) und Robin Kenyatta (Mellow in the Park) eingespielt. Smith unterrichtete mehrere Jahre am Community Museum of Brooklyn und war Gründer/Leiter der New York Jazz Philharmonic. Gegenwärtig lehrt er an der Harlem School of the Arts und am Third Street Music School Settlement.

## Diskographische Hinweise
- Robin Kenyatta – Stomping at the Savoy (Atlantic, 1974)
- Shamek Farrah & Sonelius Smith – The World of the Children (1977)
- Andrew Cyrille feat. Ted Daniel - Sonelius Smith - Nick Di Geronimo – The Navigator (Soul Note, 1983)
- David Murray Big Band (DIW Records, 1991)
- David Murray Big Band Conducted by Lawrence „Butch“ Morris (DIW, 1991)
- David Murray – Body and Soul (Black Saint, 1993)
- Noah Howard – Comraderie (1997), mit Kali Z. Fasteau, Bobby Few, Joe McPhee, Warren Smith